# Adam Józef Potocki

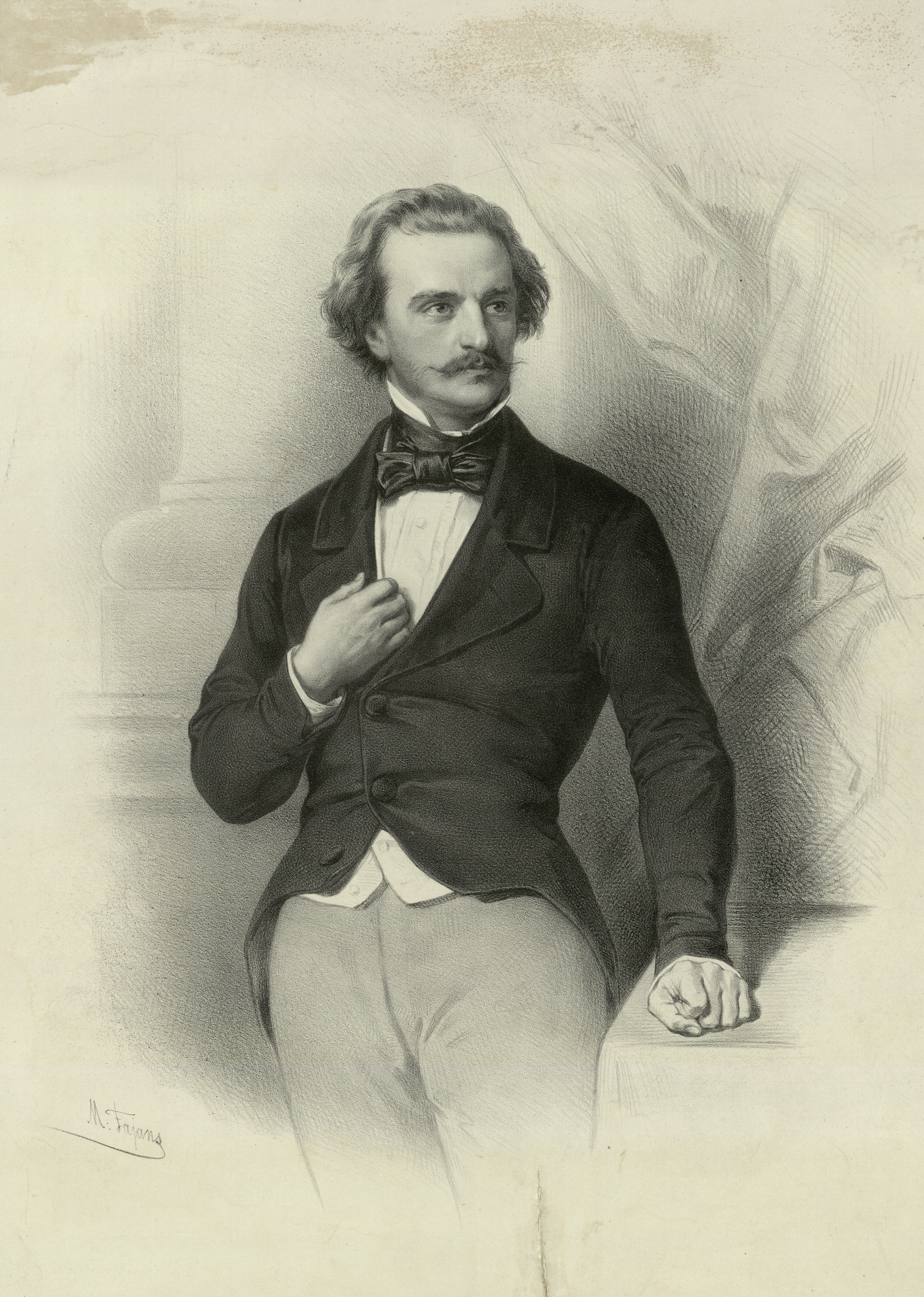
Adam Józef Potocki na litografii Maksymiliana Fajansa (ok. 1850)

Adam Józef Potocki herbu Pilawa (ur. 24 lutego 1822 w Łańcucie, zm. 15 czerwca 1872 w Krzeszowicach) – hrabia, polski polityk galicyjski, jeden z twórców krakowskiego stronnictwa konserwatywnego i orędownik autonomii tego rejonu.

## Życiorys
Syn Artura i Zofii Potockiej z Branickich. Poślubił Katarzynę Branicką 26 października 1847 w Dreźnie. Mieli dzieci: Różę Raczyńską, Artura, Andrzeja Kazimierza, Annę Branicką i Zofię Zamoyską.
Studiował w Edynburgu. W 1848 roku mieszkał w Paryżu, gdzie stał na czele Gwardii Narodowej i brał udział w rewolucji czerwcowej.
Posiadał liczne majątki ziemskie: Krzeszowice, Tenczynek, Mędrzechów, Góra Ropczycka, Strzechowskie, Pacanów, Spytków, Staszów. Był właścicielem folwarków w Bużance i Daszkówce. Jego dobra obejmowały także Kresy: Kobryń, Żabianka, Jabłonówka, Zalesie i Olchowiec. Należały do niego huty na Śląsku (był m.in. współwłaścicielem huty cynku „Kunegunda” w Zawodziu), zakłady przemysłowe i udziały w konsorcjum budującym linie kolejowe.
Brał udział w wydarzeniach krakowskich z kwietnia 1848. Wybrany do delegacji mającej przekonać wicekomisarza okręgu krakowskiego, Wilhelma barona Kriega von Hochfelden, do cofnięcia zarządzenia zabraniającego emigrantom politycznym wjazdu w granice cyrkułu krakowskiego. Po dymisji Piotra Stanisława Moszyńskiego mianowany naczelnikiem Gwardii Narodowej.. Wybrany posłem do Sejmu Ustawodawczego, w listopadzie 1848 roku złożył mandat. Za uczestnictwo w spiskach patriotycznych więziony 1851 przez władze austriackie we Lwowie i Spielbergu. Skupiwszy następnie około siebie grono polityków konserwatywnych zapatrywań, odegrał wybitną rolę w życiu konstytucyjnym Galicji jako przywódca tego środowiska, propagator pracy organicznej i programu oparcia się o Austrię. 
Był prezesem rady powiatowej Chrzanowa i honorowym obywatelem Krakowa.
W latach 1851–1852 był prezesem Towarzystwa Gospodarczo-Rolniczego Krakowskiego.
Uczestniczył w życiu politycznym i społecznym jako członek licznych organizacji takich jak:
- Towarzystwo Dobroczynności Wolnego Miasta Krakowa i jego Okręgu;
- Towarzystwo Przyjaciół Sztuk Pięknych;
- Towarzystwo Przyjaciół Oświaty;
- Zarząd Banku Zbożowego;
- Towarzystwo Wzajemnych Ubezpieczeń w Krakowie (pierwszy prezes zarządu 1860-1872)[7][8];
- Towarzystwo Naukowe i Towarzystwo Pedagogiczne.

Zajmował się także publicystyką, będąc współzałożycielem pisma „Czas”.
Prowadził pertraktacje z Hotelem Lambert w sprawie przeniesienia ośrodka polskiej polityki z Paryża do Krakowa. Około 1850 był prezesem krakowskiego Towarzystwa Rolniczego (Gospodarskiego), a później posłem do Sejmu Krajowego, członkiem Rady Państwa. Zwolennik zniesienia pańszczyzny. Zmarł wskutek paraliżu.